# Schloss Hirschbach
Das Schloss Hirschbach ist ein ehemaliges Schloss bei der Nordwestecke des Marktplatzes in der Marktgemeinde Hirschbach im Bezirk Gmünd in Niederösterreich.

## Geschichte
Eine Burg wurde 1280 urkundlich genannt und war bis 1470 im Besitz der Topler. Von 1480 bis 1612 gehörte das Schloss den Streun, im vierten Viertel des 16. Jahrhunderts entstand der Vierflügelbau mit oktogonalen Ecktürmen und der Ausbau der Schlosskirche. Von 1612 bis 1626 gehörte das Schloss Ulrich Christoph von Scherffenberg. Von 1626 bis 1760 den Herberstein. 1760 ging das Schloss mit Graf Julius von Veterani an die Herrschaft Kirchberg am Walde. Ab 1783 war das Schloss unbewohnt und wurde 1843 in Wohnhäuser aufgeteilt. Die Türme und zum Teil die Obergeschoße wurden abgetragen.

## Architektur
Die annähernd quadratische Vierflügelanlage beinhaltet mittig im Westtrakt die heutige Pfarrkirche Hirschbach. Heute stehen ein- und zweigeschoßige Häuser um einen quadratischen Hof. Im ehemaligen Osttrakt mittig in der Achse der westseitigen Kirche ist die tonnengewölbte Einfahrt erhalten.
Im Haus Nr. 66 wurde 1867 eine Schule eingerichtet. Die Schule erhielt 1877/1878 eine neue Fassade, das rustizierte Rundbogenportal ist aus der Bauzeit des Schlosses. Am Haus Nr. 64 bestehen Figurennischen mit den Heiligen Sebastian und Rochus.